# 白樺派教育
白樺派教育（しらかばはきょういく）とは、1910年（明治43年）に創刊された武者小路実篤らの文学同人誌『白樺』の影響を受けた教員による人道主義を掲げて実践された教育のこと。殊に長野県を中心に行われ、大正自由教育の潮流の1つとして理解される。白樺運動（しらかばうんどう）とも。

## 長野県での動き
1914年（大正2年）2月に諏訪教育会が主催した泰西名画展覧会とそれに付随した講演会に武者小路らが訪れ、それ以降柳宗悦や岸田劉生ら白樺派メンバーの展覧会や講演会などが長野県各地で盛んに行われ、中村亮平・赤羽王郎のような熱心な『白樺』信奉者を生み出した。
赤羽らは旧来の教育を打破して児童の自発性を重視する清新な教育運動を推進した。例えば、教科書に依らずに内外の作家の作品を教材としてプリントとして与えて、児童の創作と鑑賞を通じてその個性を伸ばすことに努めた。
しかし、父兄や地元住民からは伝統的な価値観を否定する運動として警戒され、白樺派教育を「気分教育」だとして批判の対象とされる（後述の新田次郎は「気分教育」を白樺派教育の亜流とみなしている）。また、県当局との衝突も招き、戸倉事件・倭事件など白樺派教育を行ってきた教員が処分される事件が発生する。戸倉事件で教壇を追われた赤羽は雑誌『地上』を創刊するが、1921年（大正10年）に廃刊に追い込まれ、以降白樺派教育は衰退した。
作家の新田次郎は、1914年（大正2年）8月に発生した木曽駒ヶ岳大量遭難事故を取り上げた小説『聖職の碑』の中で当時急速に高まりつつあった白樺派教育とこれに反発する村当局や保守的な教師の対立に遭難事件の背景を見出し、巻末の取材記でも白樺派教育の問題を取り上げている。ただし、山岳遭難の原因を調査・研究する立場からは、この対立が遭難事件にどのように影響したかは検証できないとして、両者を結びつけることを疑問視する意見もある。